# Dumitru Stăncescu
Dumitru Stăncescu (n. 20 decembrie 1866, București - d. 9 sau 12 iulie 1899, Brunnen, Elveția) a fost un folclorist și publicist român.
Părinții săi erau intelectuali, tatăl său fiind C.I. Stăncescu, fost director al Teatrului Național, demisionat în urma unei inspecțiuni finanțiare, care a găsit casa teatrului într-o stare foarte neregulată, care a fost o vreme secretar al Ateneului Român.
A absolvit colegiul Sf. Sava, unde l-a avut ca profesor pe Gheorghe Dem Theodorescu.
Dumitru Stăncescu și-a făcut studiile universitare în țară, iar doctoratul în științe sociale (științe politice și administrative) l-a obținut în 1890 la Liège, în Belgia.
În anul 1884 publică volumul de traduceri "Povești adevărate" (imitații și traduceri). În 1885 publică "Basme culese din popor", volum reeditat și șapte ani mai târziu. 
În perioada 1885-1895 a cules și a prelucrat folclor muntenesc după metoda numită „a lui Petre Ispirescu“. S-a preocupat să adune texte de mare expresivitate și să păstreze oralitatea poveștilor, conciziunea și claritatea lor, precum și modul alert de expunere specific povestitorilor din Muntenia.
Dumitru Stăncescu a publicat folclor cules de el în "Revista Nouă", înființată de Bogdan Petriceicu Hasdeu. A colaborat și la revista Literatorul .
În 1895 a inițiat împreună cu editorul Carol Müller colecția „Biblioteca pentru toți”, în care s-au tipărit operele a numeroși scriitori români și străini. Stăncescu i-a fost coordonator în perioada 1896-1899. "Biblioteca pentru toți" a fost inspirată de colecția germană de buzunar "Universal=Bibliothek" din Leipzig, editată de Philipp Reclam jun.. Primul număr cuprindea "Povești alese" de Hans Christian Andersen. Au apărut 178 de numere. În anii în care a condus colecția  "Biblioteca pentru toți", Dumitru Stăncerscu a editat și condus revista "Foaie pentru toți."
Stăncescu a tradus din Hans Christian Andersen, F. Coppée, Bernardin de Saint-Pierre și Herbert Spencer.
A murit în Elveția, la Axenfels, pe 9 iulie 1899, unde se dusese pentru tratament. În "Tribuna poporului" din 15 iulie 1899, a apărut un scurt anunț despre moartea lui Dumitru Stăncescu: "A murit în vârstă de 30 de ani. Era un caracter bun și blând. Îl jelesc toți cei care l-au cunoscut iar literatura română pierde prin dânsul un muncitor inteligent și conștiincios". Stăncescu a fost numit "un zelos cultivator al literaturii poporane".

## Volume publicate
- Basme culese din popor (1885 și 1892),
- Cerbul de aur și alte basme pentru copii (1893),
- Alte basme culese din gura poporului (1893),
- Snoave (1893),
- Glume și povești, (1895)
- Povești și snoave noi pentru popor (1895)
- La gura sobei (1895).

Reeditări
- Basme, culese din popor: antologie pentru copii, București. Editura Ion Creangă. 1980. 172 p.